# Heteropoda acuta
Heteropoda acuta là một loài nhện trong họ Sparassidae.
Loài này thuộc chi Heteropoda. Heteropoda acuta được Hugh Davies miêu tả năm 1994.